# Carl Heinrich Bloch
Carl Heinrich Bloch (Copenaghen, 23 maggio 1834 – Copenaghen, 22 febbraio 1890) è stato un pittore danese.

## Biografia
Destinato alla carriera di ufficiale di marina dai genitori, Bloch volle ardentemente dedicarsi invece alla pittura e al disegno: andò in Italia e in Olanda, dove familiarizzò con i lavori di Rembrandt, e poi studiò con Wilhelm Marstrand alla Reale Accademia d'Arte di Danimarca (Det Kongelige Danske Kunstakademi).
Le sue prime opere ebbero per tema scene della vita quotidiana. Dal 1859 al 1866, Bloch visse in Italia e questo periodo fu importante per lo sviluppo di un suo stile personale. Il suo primo grande successo fu l'esibizione del suo Prometeo liberato a Copenaghen nel 1865. Dopo la morte di Marstrand nel 1873, terminò la decorazione della Sala delle cerimonie dell'Università di Copenaghen.
Divenne amico sia di Hans Christian Andersen (con cui ebbe uno scambio epistolario molto attivo), sia di altri pittori danesi dell'epoca.
Gli furono commissionati 23 dipinti per la Cappella del Castello di Frederiksborg – tutte scene della vita di Gesù Cristo, che divennero famose illustrazioni. Gli originali, dipinti tra il 1865 e il 1879, si trovano ancor oggi nel palazzo.

## Stile
Bloch si distinse per l'uso di colori accesi e, nel ciclo di dipinti riguardanti Gesù Cristo, per la particolare luce intensa emessa dalle figure sante.

## Fama
Da oltre 40 anni, la Chiesa di Gesù Cristo dei santi degli ultimi giorni (la Chiesa mormone) ha fatto ampio uso delle pitture di Bloch (soprattutto di quelle della collezione del Palazzo di Frederiksborg) per i suoi edifici sacri e il materiale a stampa, oltre che come modello per le ambientazioni dei suoi film sacri.

## Opere

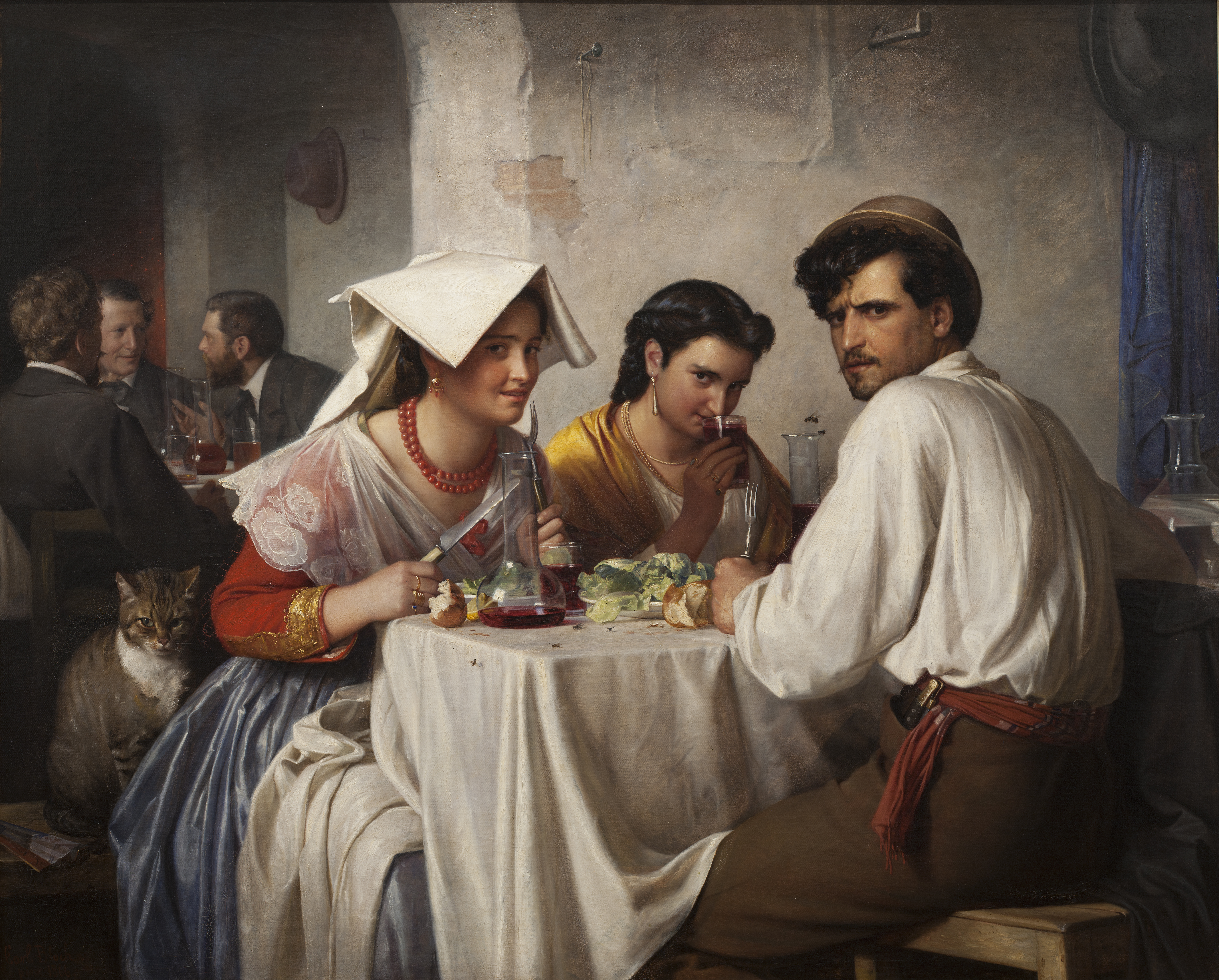
In un'osteria romana (1866)
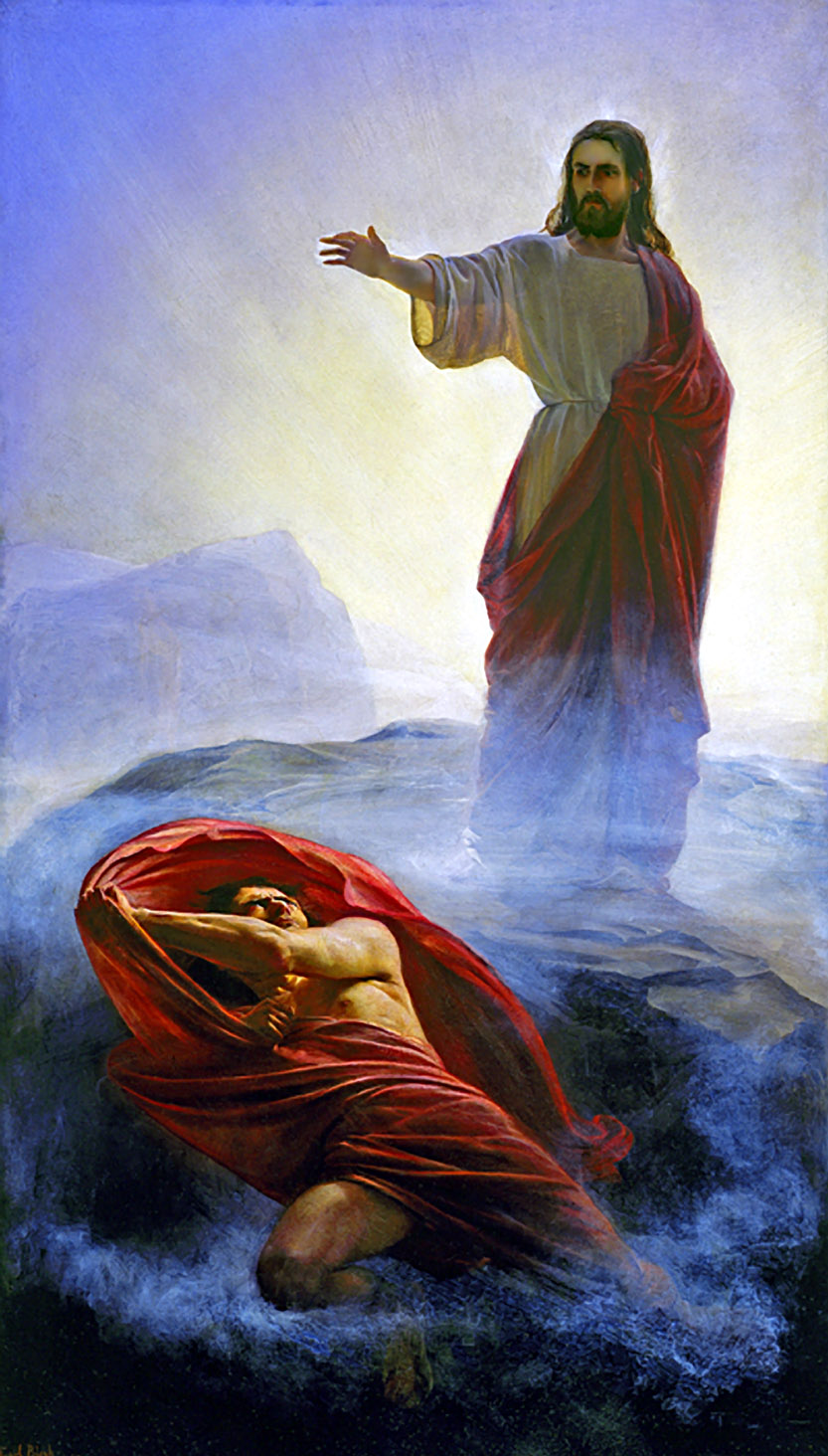
Gesù Tentato
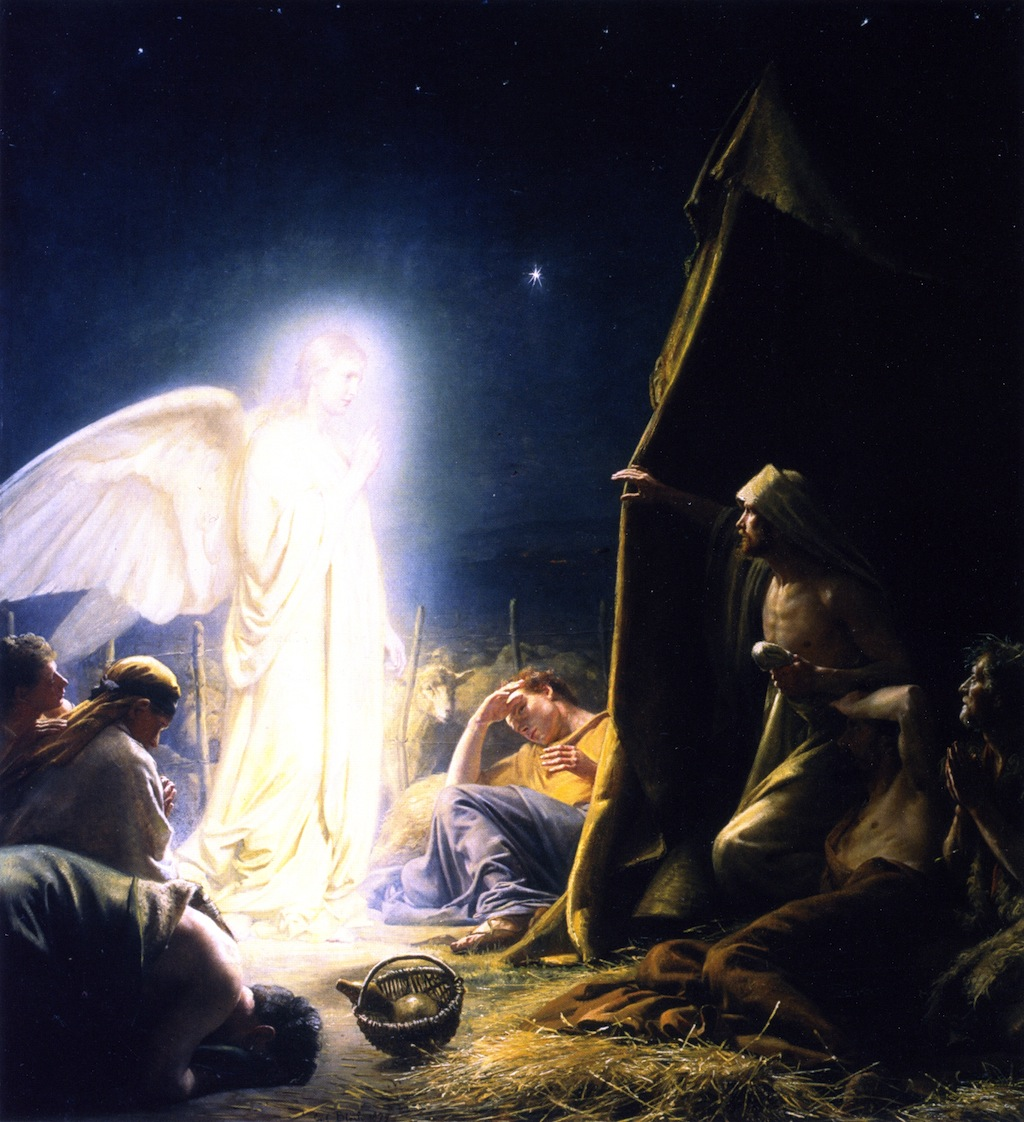
I pastori e l'angelo (1879)
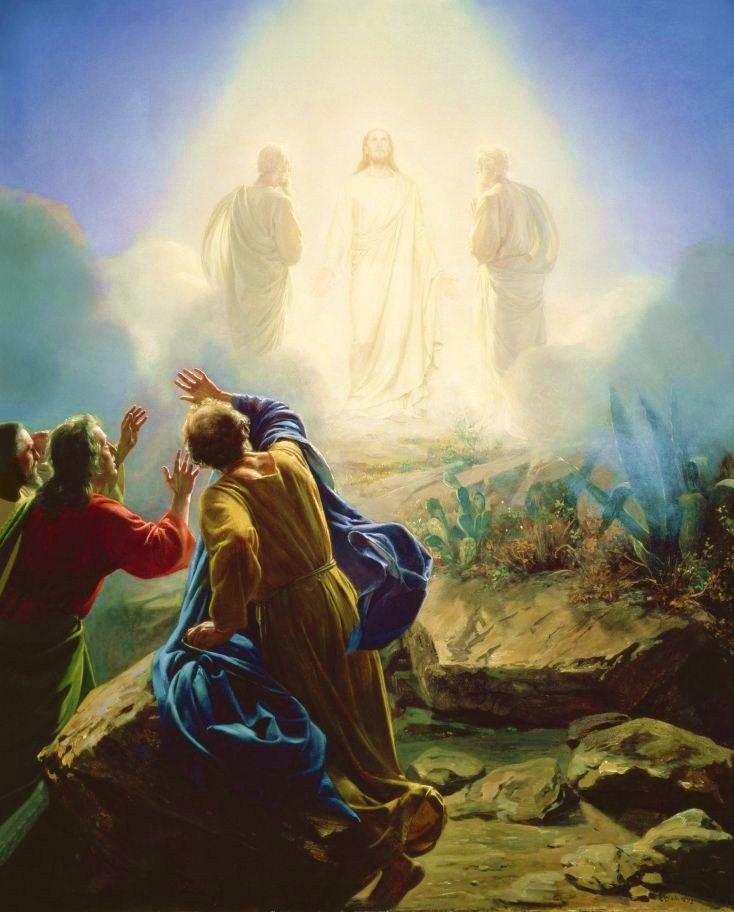
Trasfigurazione (1872)
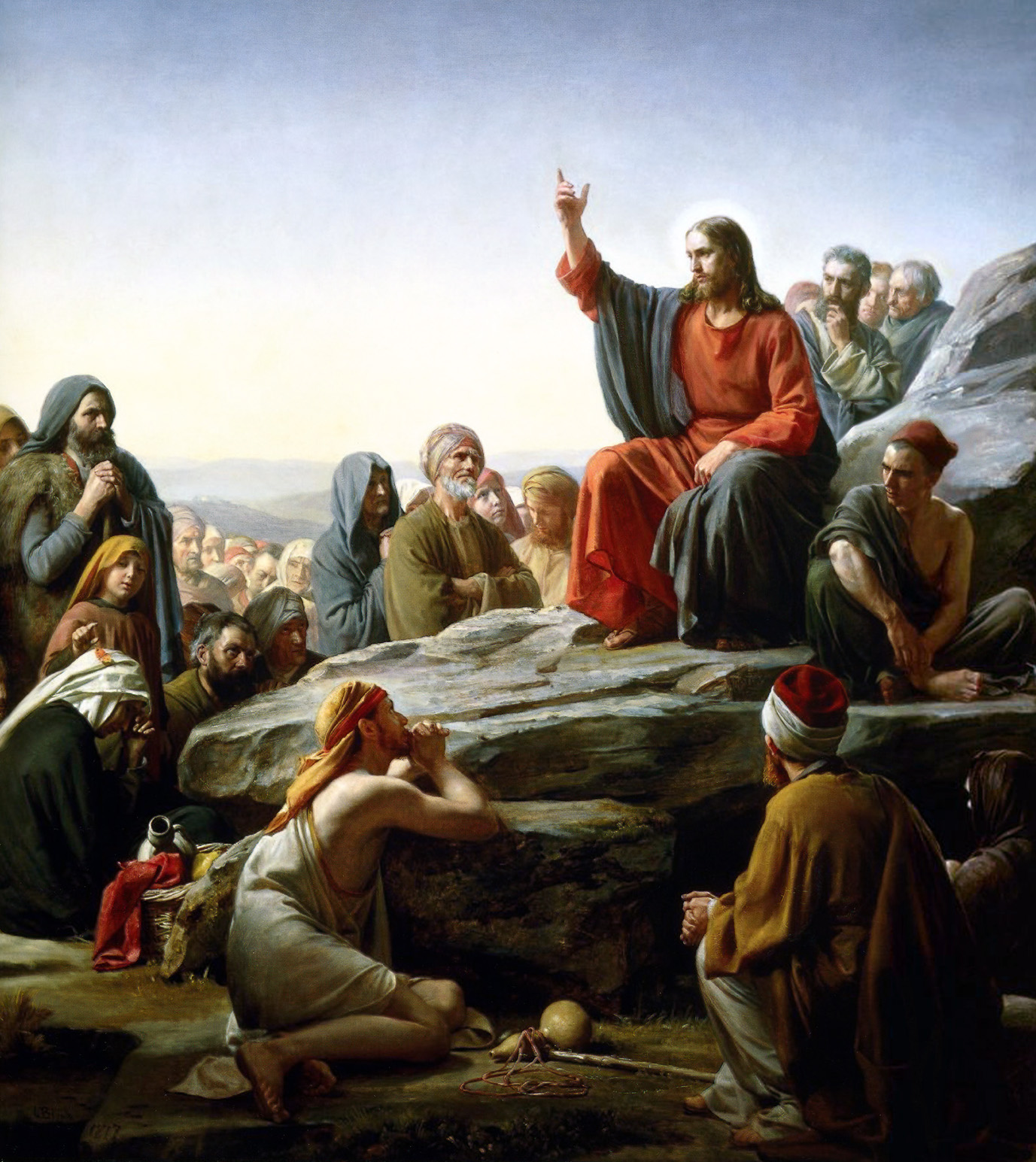
Il discorso della Montagna
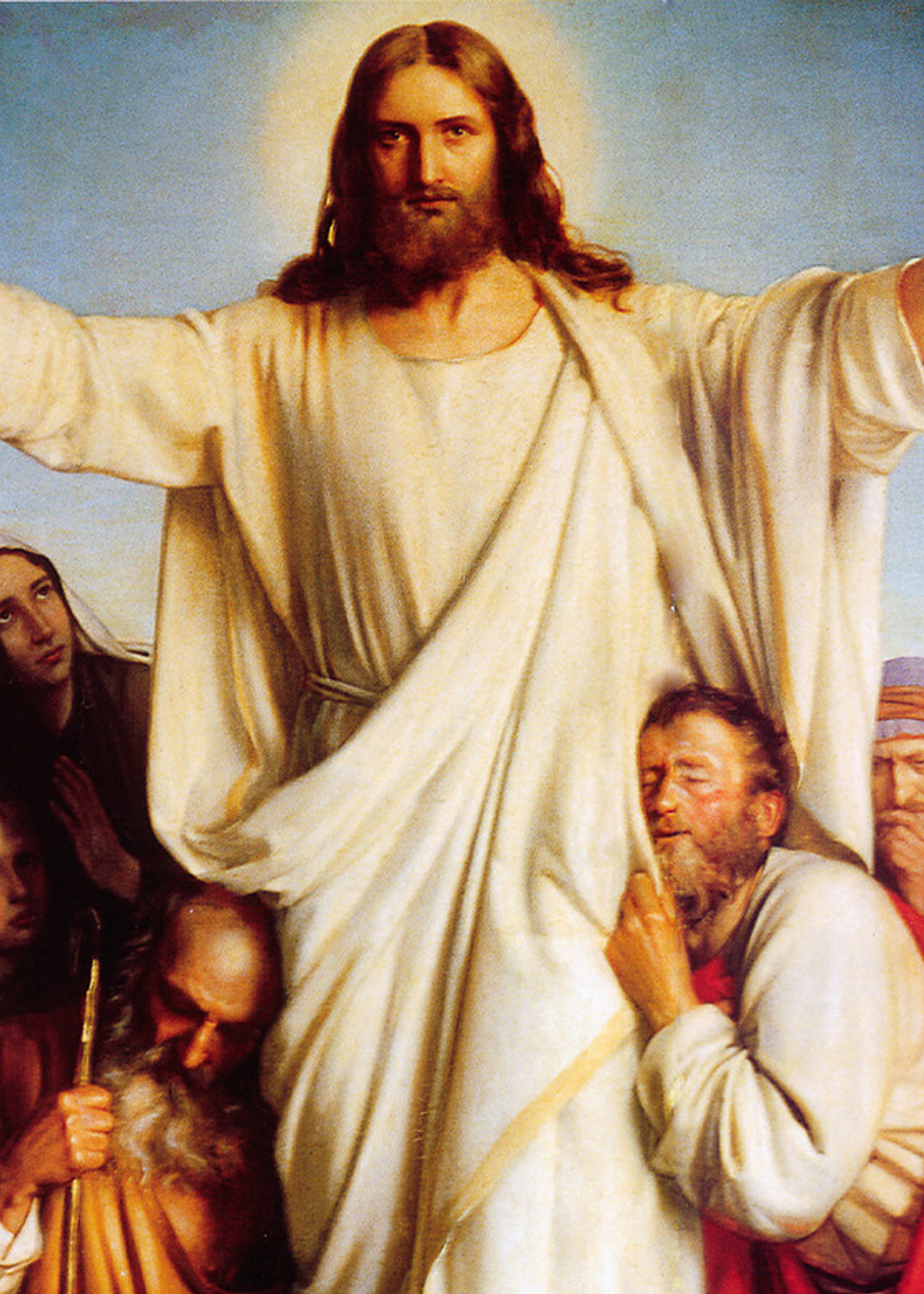
Gesù Cristo Consolatore
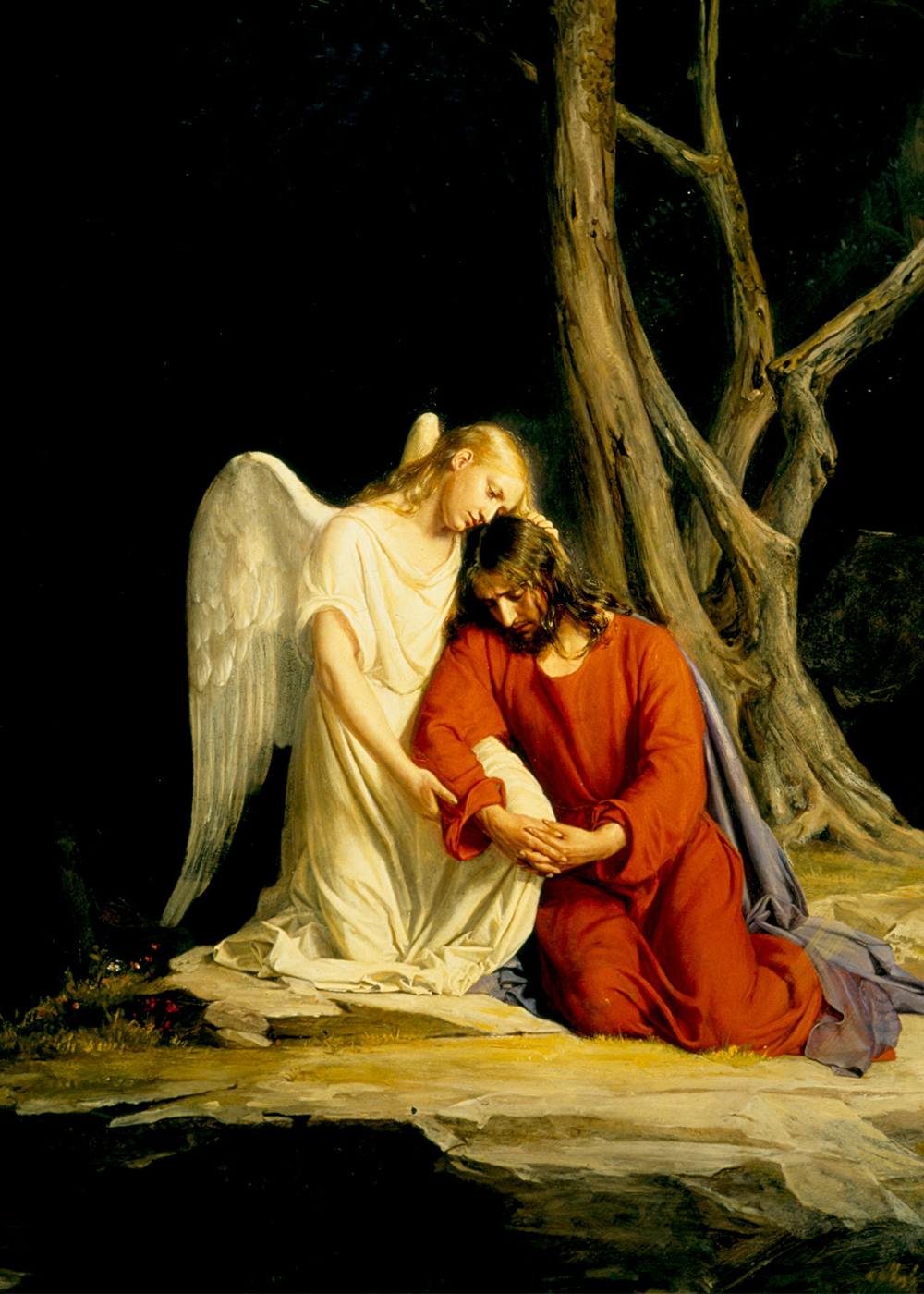
Gesù viene consolato dall'angelo nel giardino del Getsemani
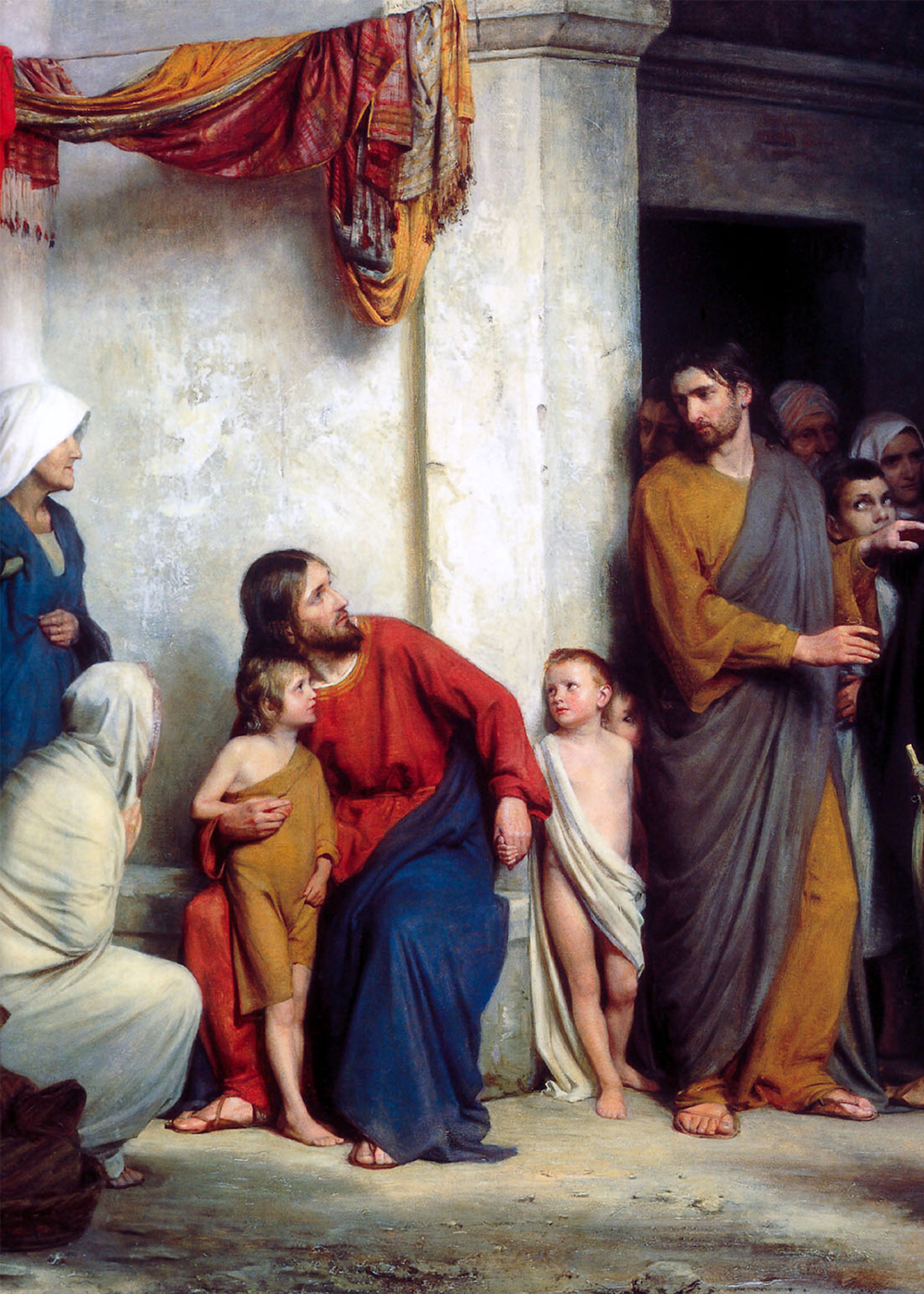
I bambini soffrono
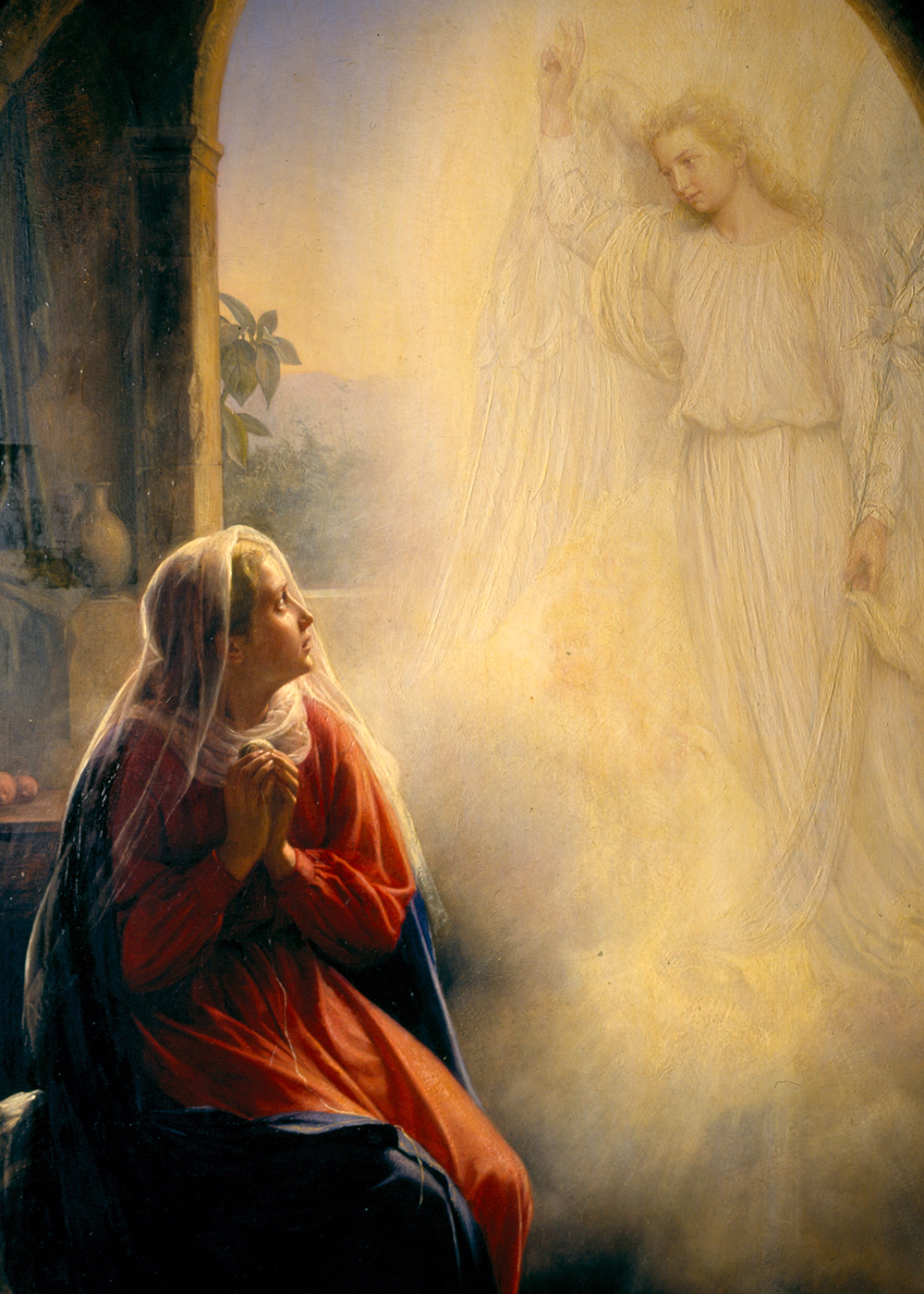
L'Annunciazione
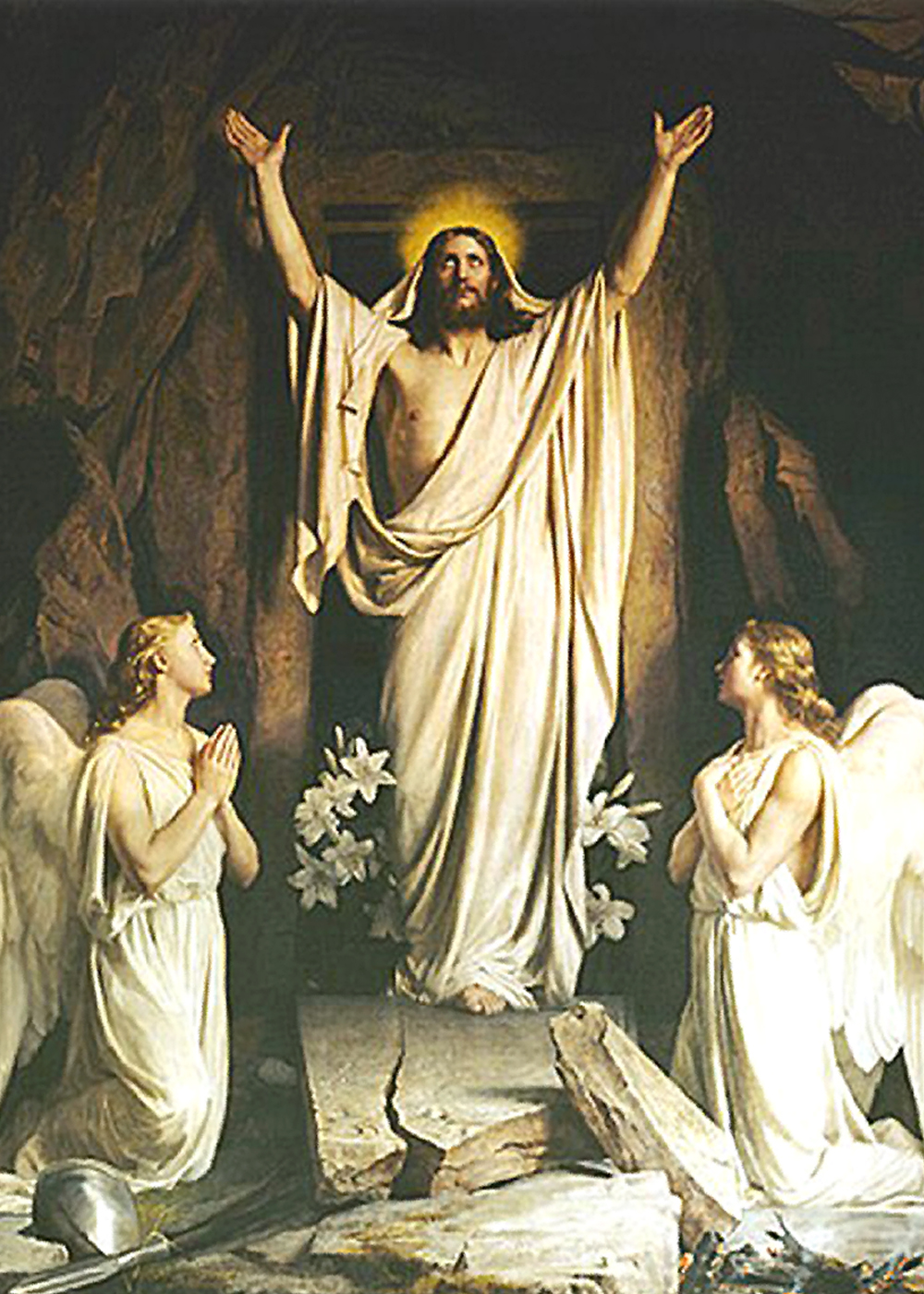
La Resurrezione
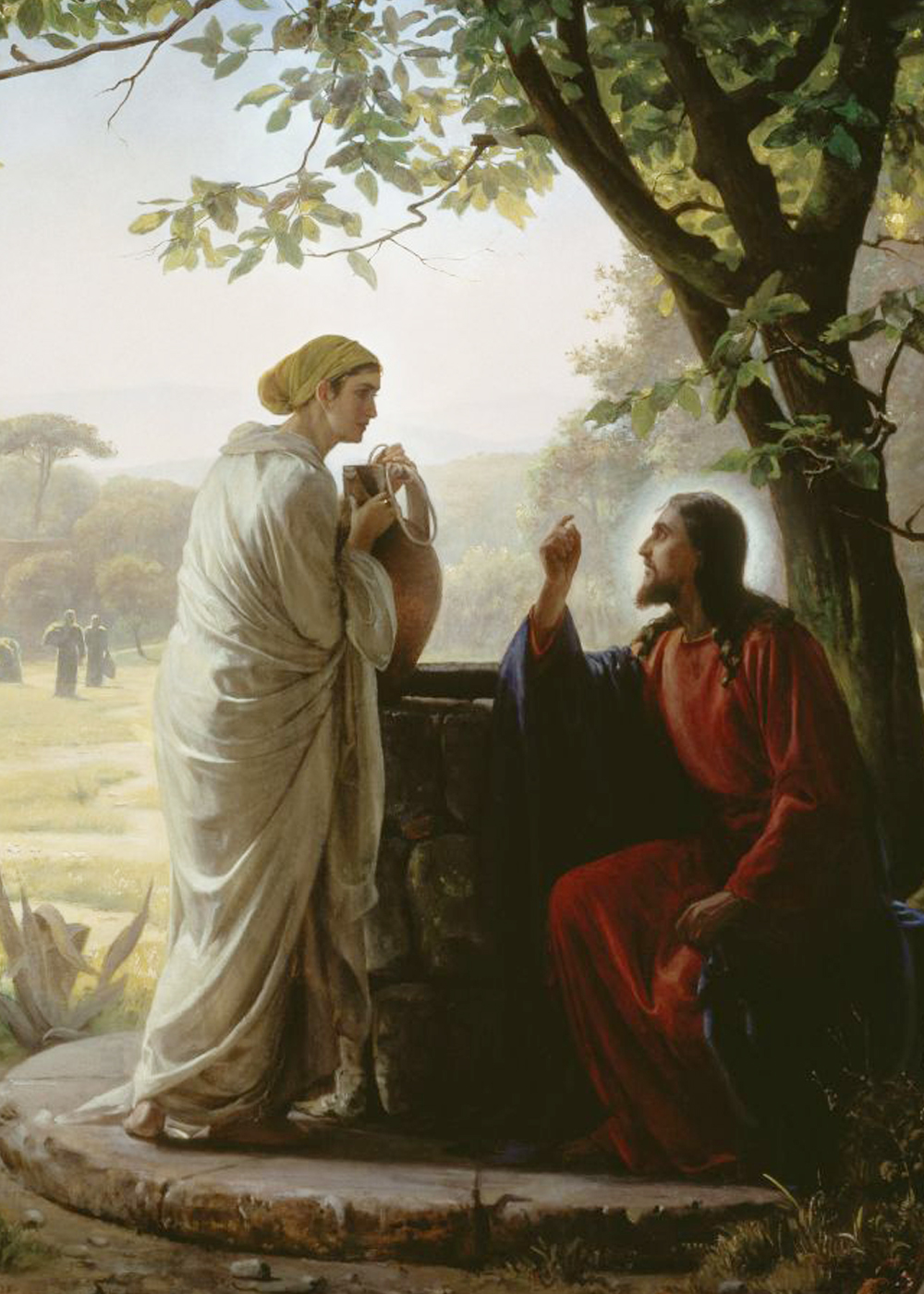
Donna al pozzo
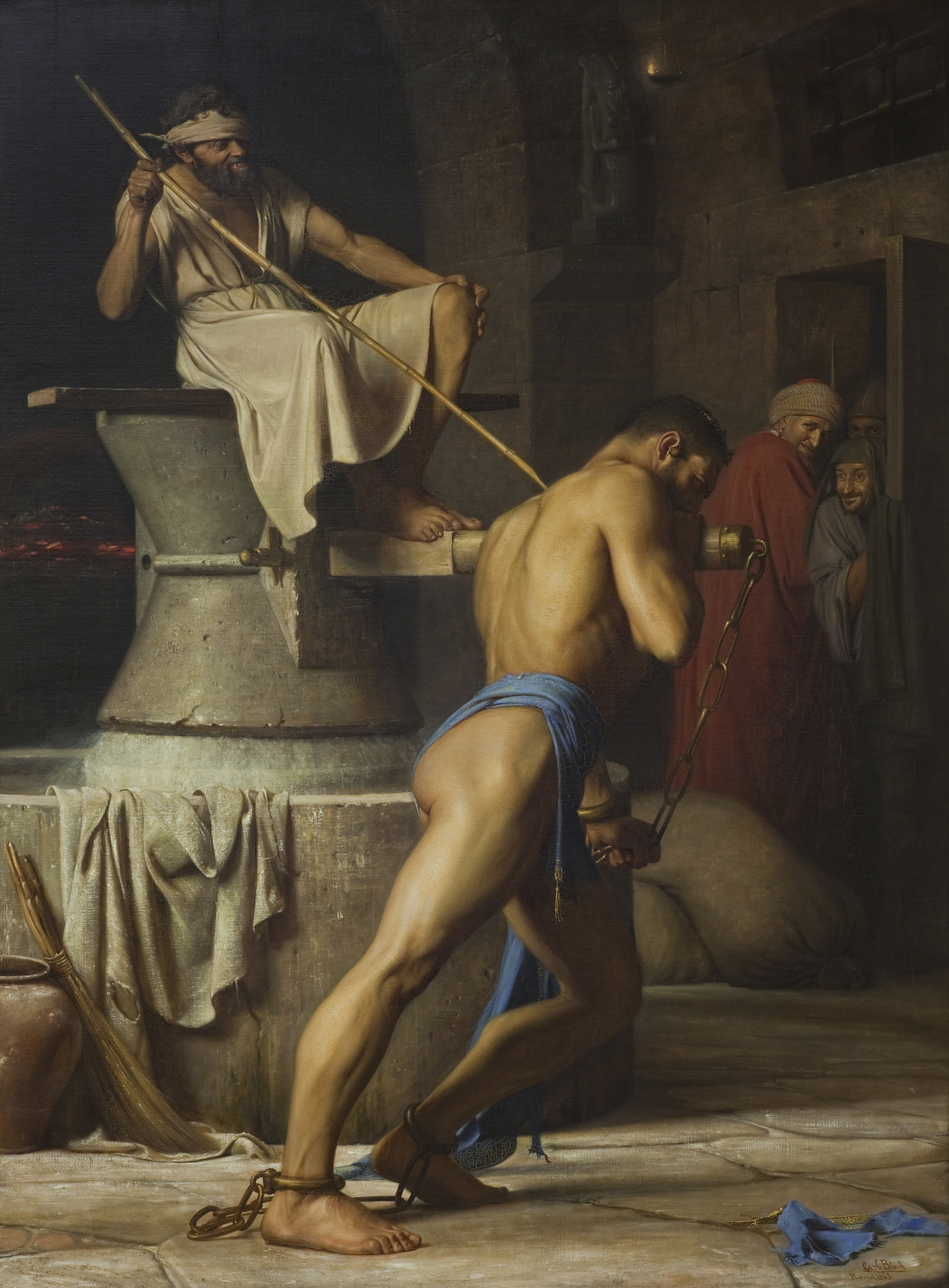
Sansone nel granaio (1863)
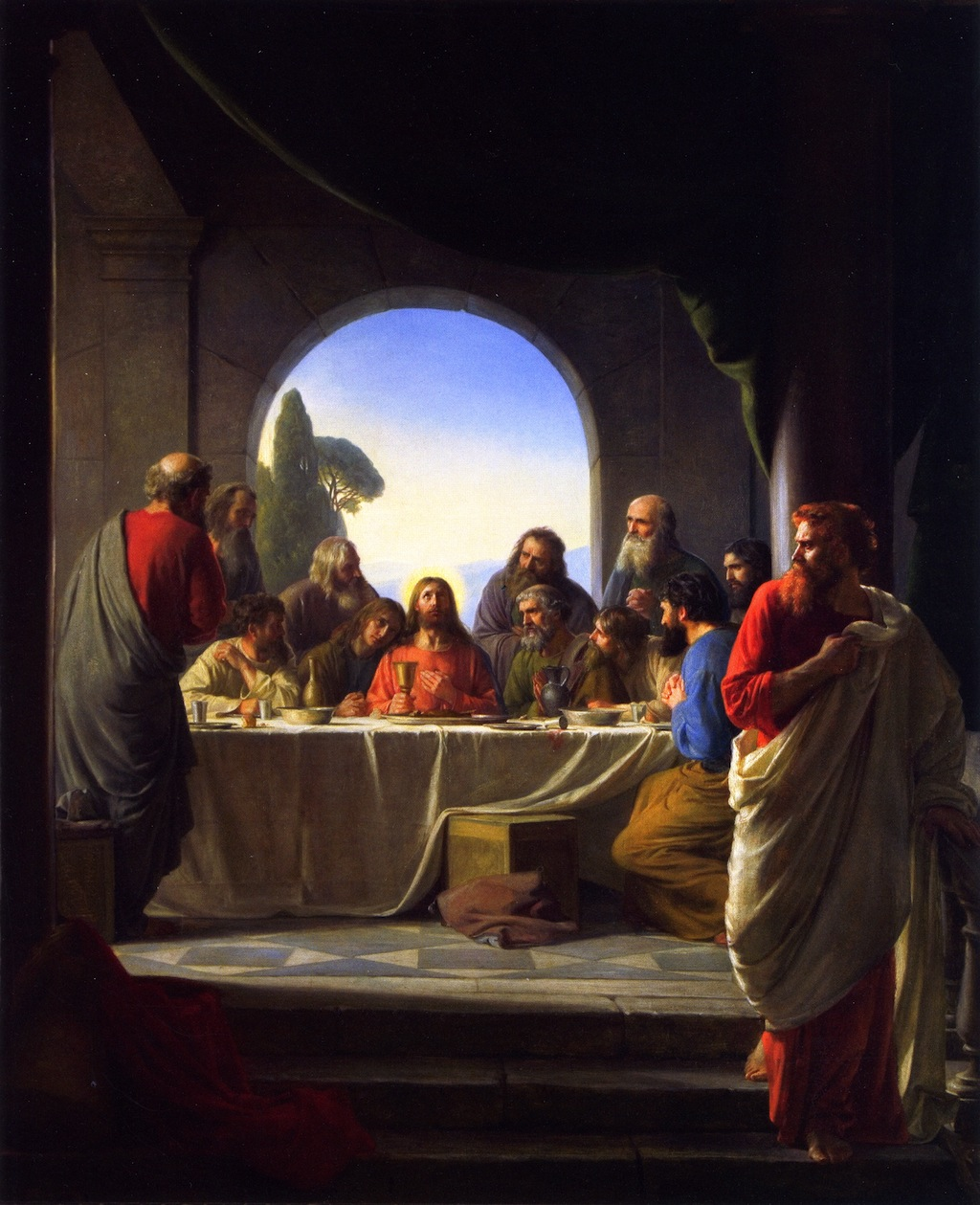
L'ultima cena